# Зарина
Зарина (ін. іран. — zaranya, сак. — zarnya, перс. زرینه («золото», «та, що носить золото»), кін. VII — поч. VI ст. до н. е.) — цариця саків, яскравий приклад жінки-войовниці. 

## Версії античних джерел
За Ктесієм, за правління мідійського царя Астібара (як батька Астіага, його ототожнюють з геродотівським Хувахштрою) парфяни повстали проти Мідії й покликали саків, що викликало тривалу війну саків та мідян. 
В цей час саки перебували під владою цариці («жінки на ім'я Зарина»). Сміливі жінки саків поділяли з чоловіками тяготи війни. Зарина підкорила сусідні варварські народи, що погрожували сакам, заснувала низку нових міст й зробила життя свого народу щасливішим.
Співвітчизники в пам'ять про її благодіяння й чесноти звели на її похованні піраміду висотою у стадію, довжина кожної сторони 3 стадії, на вершині встановили колосальну позолочену статую й віддали їй героїчні почесті. І. В. П'янков зіставляє ці відомості з відомими даними про могильники саків і вказує, що Ктесій називає Зарину дружиною свого брата Кідрея.
Текст Миколи Дамаського зберігся уривчасто, він оповідає, як після вбивства Мармарея, царя саків (іноді вважають, що мова йде про чоловіка Зарини), полководець Стріангей (одружений з Ретеєю, дочкою Астибара) був охоплений любов'ю до Зарини, проте вона відкинула його. Микола згадує також, що царський палац саків перебував у місті Роксанаки.

### Сучасні трактування образу й особистості Зарини
Образ Зарини використовується в літературі й мистецтві. Персонажка з ім'ям Зарина виведена як дружина Сарданапала в трагедії Байрона «Сарданапал».
За версією Гутнова, спогади про Зарину збереглися і в центральноазійській поемі «Гургулі», у якій йдеться про богатирку Зарину Зарінгар («Золотописана») — дочку переможця девів царя Согдина (тобто согдійця).
І. В. П'янков використовує дані про правління жінки та про спорудження гробниці померлої правительки як в цілому достовірні. Відомості про золотий пам'ятник наводяться у словнику «Лексикон російської історичної, географічної, політичної і громадянської» Василя Татищева.
Етимологія імені поки однозначних і переконливих версій не має. За версією відомого іраніста Василя Абаєва сходить до праіранського *zaranya-, сакського *zarnya — золото. У сучасній осетинській мові слово žærīn/zærīnæ найчастіше вживається в поєднанні таких слів як xur (сонце) у вигляді xuržærīn й ѕѵгх (червоне) у вигляді sѵğžærīn, позначаючи відповідно сонячні відблиски (промені) та нарешті власне золото. Слово žærin (зарин) у перекладі з перської означає "золото, золота(-ий)".
Досі в Осетії, як одній з частин історичної Аланії, у Дагестані й Таджикистані ім'я Зарина дуже поширене; також у Казахстані.